# Escalivada
L'escalivada est une entrée, tapa ou accompagnement originaire de Catalogne, Catalogne française, de Valence, de Murcie et d'Aragon composé de légumes grillés fumants. Il se compose généralement d'aubergines et de poivrons grillés avec de l'huile d'olive et parfois de l'oignon, de la tomate, de l'ail haché et du sel.
Le nom vient du verbe catalan escalivar, « cuire dans les cendres », en référence à la préparation traditionnelle du plat dans les braises d'un feu de bois,,.
Le plat peut être grillé à l'extérieur sur une grille jusqu'à ce qu'il soit carbonisé et tendre ou peut être cuit entier directement sur des charbons ardents et ensuite pelé. À l'intérieur, l'aubergine peut être carbonisée sur un brûleur à gaz et le reste des légumes peut être grillé.
Ce plat peut être servi comme tapas, comme condiment pour les viandes ou les poissons grillés comme le thon,, avec des anchois ou des olives dans une salade ou comme garniture pour la coca (pain plat catalan, un peu comme une pizza).